# Изабелла Понятовская
Изабелла Эльжбета Браницкая (урожденная Понятовская) (26 июня 1730, Варшава — 14 февраля 1808, Белосток) — польская дворянка и меценатка, сестра последнего короля Речи Посполитой Станислава Августа Понятовского.

## Биография
Представительница польского дворянского рода Понятовских герба «Циолек». Младшая дочь каштеляна краковского Станислава Понятовского (1676—1762) и княгини Констанции Чарторыйской (1696—1759), дочери каштеляна виленского и великого подканцлера литовского князя Казимира Чарторыйского (1674—1741) и Изабеллы Эльжбеты Морштын.
В 1748 году, в возрасте 18 лет, Изабелла вышла замуж за гетмана великого коронного и каштеляна краковского Яна Клеменса Браницкого (1689—1771) и жила в их семейной резиденции — Белостоке. Она была третьей женой тогдашнего 59-летнего гетмана.
Несмотря на ее юный возраст, роль Изабеллы в развитии Белостока была почти такой же великой, как и ее супруга. Она была чрезвычайно энергичным и просвещенным человеком. Именно ей город Белосток обязан созданием первых школ. Она оказывала финансовую помощь дочерям придворных чиновников, приходской школе, школе пажей и школе факультета Академического собрания, основанной в 1777 году Национальной комиссией по образованию.
Для двора она наняла венгерского врача Михаила Климента и создателя учебников по акушерству Якуба Феликса Михелиса, который основал Институт Акушерии в Белостоке.
Она была также покровителем культуры и искусства. Она пригласила всемирно известных художников из Мюнхена, Милана или Лондона в Белосток.
Эрудиция Изабеллы также подтверждается ее обширной библиотечной коллекцией того времени, охватывающей более 200 произведений польской и зарубежной литературы. Включая карты, гравюры, архитектурные планы, телескопы, глобусы и альбомы.
После смерти своего супруга Яна Клеменса Браницкого в 1771 году Изабелла унаследовала все имущество гетмана великого коронного. Она снова вышла замуж за генерал-майора Анджея Мокроновского (1713—1784), старосту цеханувского, бывшего подчиненного её покойного мужа.
Она умерла в 1808 году и была похоронена в крипте католического кафедрального собора в Белостоке.